# Michel Mazarin
Michel Mazarin, O.P., italijanski rimskokatoliški duhovnik, škof in kardinal, * 1. september 1605, Pescina, † 1. september 1648.

## Življenjepis
Leta 1645 je bil imenovan za nadškofa Aixa, 10. julija je bil potrjen in 23. julija istega leta je prejel škofovsko posvečenje.
7. oktobra 1647 je bil povzdignjen v kardinala.
Med mladoletnostjo kralja Ludvika XIV je vladal v Franciji.